# Hernani do Val Penteado
Hernani do Val Penteado (Taquaritinga, 10 de julho de 1901 – Mirandópolis, 29 de março de 1980) foi um engenheiro-arquiteto brasileiro. Dentre suas obras que foram tombadas como patrimônio cultural pelo CONDEPHAAT está o Aeroporto de Congonhas.

## Infância
Nasceu em 10 de julho de 1901, na cidade de Taquaritinga, no interior do estado de São Paulo. Filho de Maria Da Glória do Val e José Augusto Penteado.

## Carreira
Hernani do Val Penteado formou-se engenheiro-arquiteto em 1933, pela Escola Nacional de Belas Artes da Universidade Federal do Rio de Janeiro.

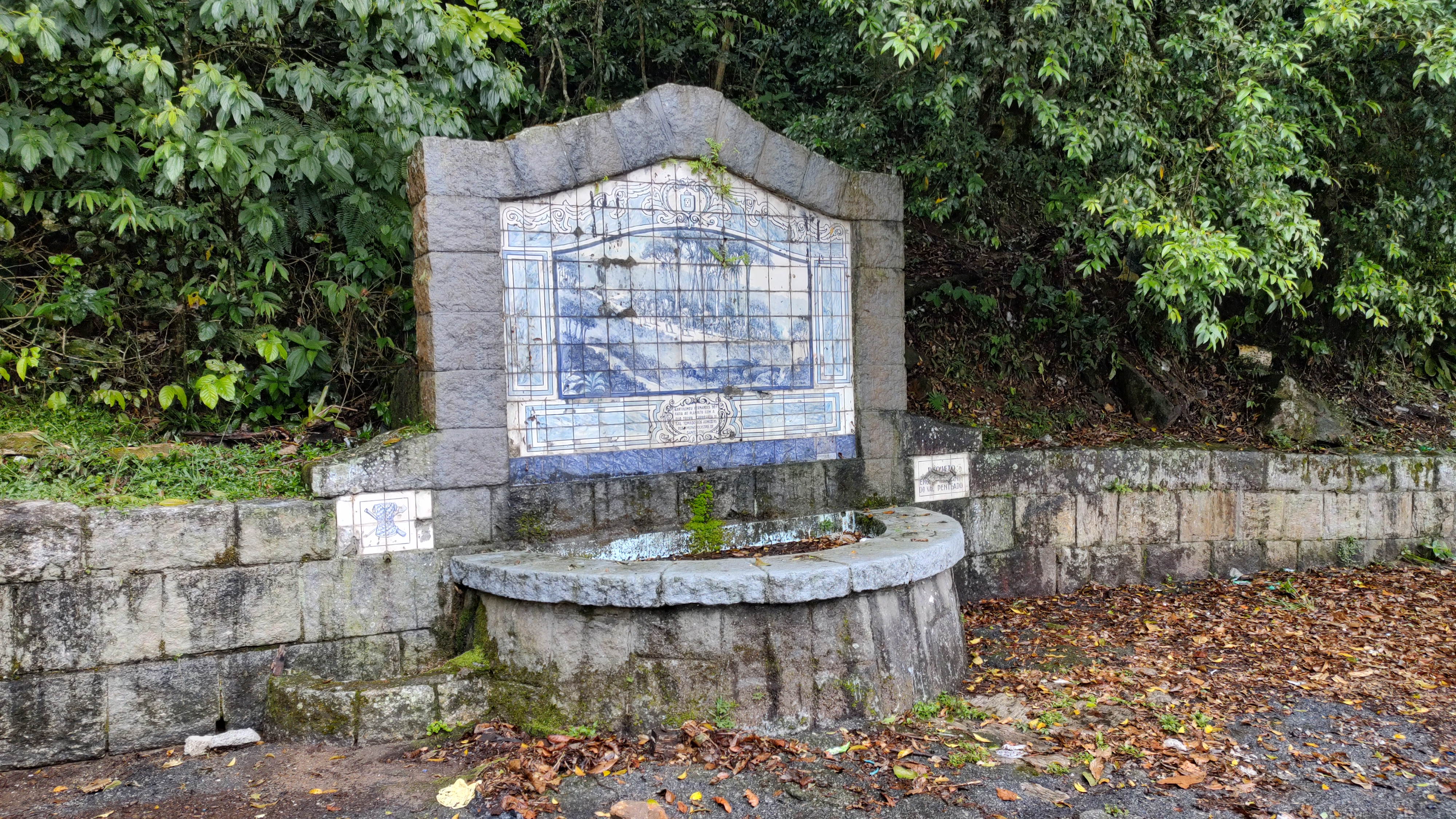
Uma das obras de Hernani do Val Penteado, durante a atuação na SVOP.

Quatro anos após sua formatura (em 1937), começou a trabalhar na então Diretoria de Obras Públicas, da Secretaria de Viação e Obras Públicas do Estado de São Paulo (SVOP), como responsável pelo planejamento e a gestão de obras públicas, passou a engenheiro-chefe no escritório técnico (1945 a 1947) e diretor da Divisão Técnica (1963-1968). Foi exonerado da SVOP no ano de 1968.
Sua atuação na SVOP fez com que assinasse diversos projetos institucionais de relevância estaduais (escolas, hospitais, fóruns, central de abastecimento, campus universitário e aeroporto), já que esse foi um período da história do governo paulista em que buscou-se a consolidação e a expansão da infraestrutura pública e administrativa.

## Vida pessoal
Hernani do Val Penteado teve dois filhos, Luís Augusto e Noeli (bibliotecária).
Faleceu em 29 de março de 1980, aos 78 anos, na cidade de Mirandópolis, interior do estado de São Paulo.
Em 1989, a coleção particular de Hernani, composta por 95 projetos desenvolvidos entre 1922 e 1989, foi doada pela família para a Biblioteca da Faculdade de Arquitetura e Urbanismo da Universidade de São Paulo (FAU/USP). A coleção é composta por 300 projetos de mobiliário e 95 projetos. São "Desenhos de arquitetura do período de 1922 a 1989, em papel vegetal, manteiga, cartão, papel-tecido e cópia heliográfica. Projetos de arquitetura para edifícios residenciais, comerciais, públicos, transporte, para saúde, educação e lazer".

## Reconhecimentos
Alguns dos projetos de Hernani do Val Penteado foram tombados como patrimônio cultural:

### Aeroporto de Congonhas
O tombamento refere-se aos elementos construtivos e decorativos que restaram do projeto original do Aeroporto de Congonhas, da década de 1950 e é dividido pelo Decreto de tombamento em três grandes conjuntos: 1. Pavilhão das Autoridades; (E002 -Planta Cadastral / Infraero/2001); 2. Terminal de Embarque e Desembarque de Passageiros (antiga Estação de Passageiros); (E001 -Planta Cadastral / Infraero/2001); 3. Estrutura de madeira em arco triarticulado do Hangar. (H012 -Planta Cadastral /Infraero/2001). O nome de Hernani aparece como parte da justificativa para o tombamento.

### Fórum de Sorocaba
"Que o antigo Fórum de Sorocaba é obra direta da administração pública cujo projeto é de autoria do arquiteto Hernani do Val Penteado, profissional funcionário público responsável por notáveis edificações do patrimônio cultural público paulista".

## Obras

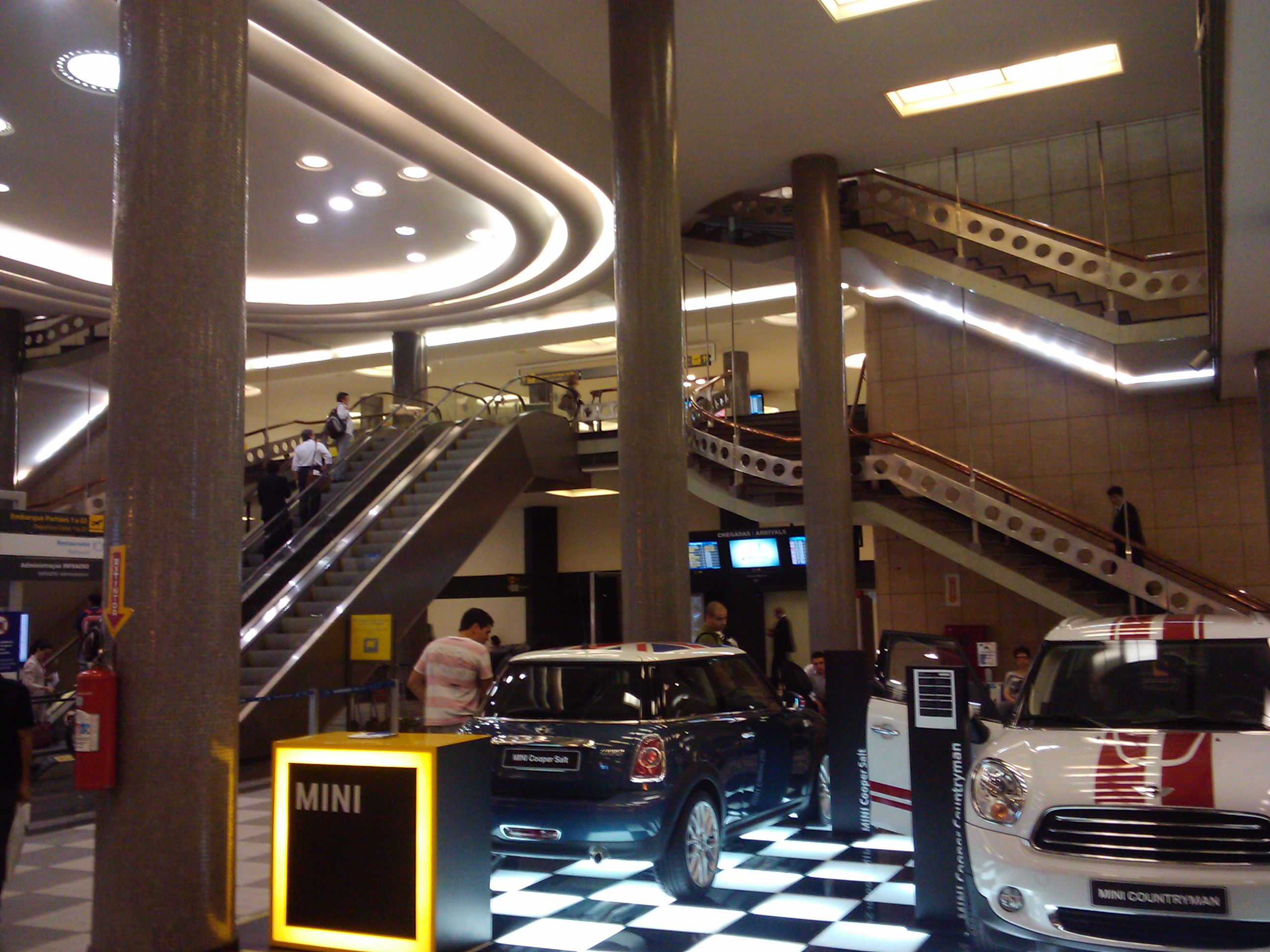
Aeroporto de Congonhas.

A coleção particular de projetos que hoje se encontra na Biblioteca da FAU/USP é composta por:
- Aeroporto de Congonhas (1949),
- Apartamento n° 13 na Rua Alabastro, 428, Aclimação (sem data),
- Usina Hidroelétrica de Bariri (1958),
- Casa do Trabalhador para Secretaria da Viação (1944),
- Central de Abastecimento do Estado de São Paulo: CEASA no Jaguaré (1961),
- Chalé com quatro cômodos (sem data),
- Churrasqueira à gaúcha para a residência do Engenheiro Eduardo Celestino Rodrigues (sem data),
- Cine Teatro São Paulo (sem data),
- Clube recreativo (sem data),
- Colégio de Freiras na Ponta da Praia em Santos para a Madre Maria Diomira do Santíssimo Sacramento (1957),
- Colônia de Férias Santos Dumont dos Aeroviários do Estado de São Paulo (1956-1957),
- Conjunto residenciais para fim de semana em praia de banho (1958),
- Departamento e Escola de Educação Física. Secretaria de Viação e de Obras Públicas à Rua Abílio Soares e Rua Manoel da Nobrega (1943),
- Desenhos para Escola Nacional de Belas Artes (sem data),
- Edifício Álvares de Azevedo (1940),
- Edifício Bratar (1939),
- Edifício para o Comendador Martinelli (1938),
- Escola Preparatória de Cadetes em Campinas (1969-1970),
- Escola Profissional de São Manoel (1943),
- Escola Profissional Rural de Ribeirão Preto (1942),
- Estação da Estrada de Ferro Santos - Jundiaí (1956-1958),
- Estante tipo rack (sem data),
- Estudo para uma mesa de desenho (sem data),
- Fazenda para o Dr. João de Morais Barros (sem data),
- Fazenda Santa Helena para o Dr. Augusto T. de Azevedo Antunes (1960),
- Grupo Escolar Godofredo Furtado à Rua João Moura, 727 (sem data),
- Grupo Escolar Padre Manoel da Nóbrega, Freguesia do Ó (1936),
- Grupo Escolar Prudente de Morais à Avenida Tiradentes, 273 (1947),
- Hospital das Clínicas em São José do Rio Preto (1954),
- Hospital de Guarantã (1954),
- Hospital de Isolamento Emílio Ribas (sem data),
- Hospital Infantil de Londrina (1957),
- Hospital Oswaldo Cruz na Rua Treze de Maio (1948-1949),
- Hospital para a Usina Santa Bárbara em Piracicaba (sem data),
- Hospital para Associação dos Funcionários Públicos do Estado de São Paulo na Rua José Getúlio (1949),
- Hospital Santa Casa em Ribeirão Preto (1954),
- Hospital São Luiz de Presidente Prudente (1951),
- Hospital São Luís (1951-1953),
- Igreja Nossa Senhora do Carmo à Rua Martiniano de Carvalho (sem data),
- Jóquei Clube de Guarulhos (sem data),
- Lareira sem identificação (sem data),
- Loteamento e arruamento da Fazenda Chapadão em Campinas (1946),
- Mosteiro, Capela e Colégio Nossa Senhora de Fátima em Itararé (1961-1967),
- Móveis para sala e banheiro (1951),
- Museu Agrícola e Industrial e Palácio de Produção (1970),
- Paço Municipal de São Paulo (sem data),
- Palácio da Justiça - Fórum de Santos (1961),
- Palácio de Segurança Pública do Estado de São Paulo - Edifício Central da Polícia na Avenida Ipiranga (1944),
- Plano Geral de Urbanização da Praia do Perequê (1959),
- Ponte de Itapecerica - Canal de Pinheiros (sem data),
- Ponte desconhecida (1939),
- Reforma da residência na Rua João Ramalho, 172 esquina com a Rua Cardoso de Almeida (sem data),
- Rádio Cruzeiro do Sul (sem data),
- Residência de Campo em Santo Amaro (sem data),
- Residência de fim de Semana para o Sr. Hernani do Val Penteado na Praia Grande (1950),
- Residência geminada (sem data),
- Residência na Rua Bucareste (1940-1941),
- Residência na Rua Darzan (sem data),
- Residência na Rua Macapá (sem data),
- Residência não Identificada em São Paulo (1941),
- Residência para a Sra. Helena Chebe na Avenida Miguel Stefano, Praia da Enseada em Guarujá (1972),
- Residência para o Dr. Alkindar Junqueira (1959),
- Residência para o Dr. Heitor M. Bittencourt na Fazenda Nossa Senhora do Amparo em Ubatuba (1942),
- Residência para o Dr. Nestor Goulart Reis na Rua M. Elias Lobo, 11 (1935-1936),
- Residência para o Engenheiro Adolpho V. Arruda (1957),
- Residência para o Sr. Antonio Cintra Gordinho na Avenida Higienópolis, 870 (1949),
- Residência para o Sr. Arthur Voigtlahder na Alameda Lorena (sem data),
- Residência para o Sr. Hernani do Val Penteado à Rua Dr. Ferreira da Rosa, 111 (1962),
- Residência para o Sr. Luis do Val Penteado em Cabrália (sem data),
- Residência para o Sr. Watalino de Lucca (sem data),
- S. A. Lar Brasileiro na Rua Groelândia (sem data),
- Sanatório Caetano Munhoz da Rocha em Curitiba (sem data),
- Santa Casa de Descalvado (1952),
- Santa Casa de Jaú (sem data),
- Santa Casa de Paranavaí (sem data),
- Santa Casa de Pirajuí (sem data),
- Sede da Prefeitura Municipal de Mogi-Mirim (1957),
- Sobrado sem identificação (1958).